# Якуб ібн Лейс
Якуб ібн Лейс ас-Саффар (помер 9 червня 879) — засновник і перший правитель держави Саффаридів у Сістані, домігся незалежності своїх володінь від влади Тахіридів.

## Життєпис
Якуб і три його брати, Амр, Тахір та Алі походили з міста Карнін у Сістані. Брати швидко почали виокремлюватись серед своїх товаришів, мали багато прибічників і невдовзі разом зі своїм дядьком, Кейсіром ібн Раккаком, створили розбійничу зграю. Вони приєднались до загону «борців за віру», які під проводом Дірхема ібн Насра ібн Саліха бились проти сістанських хариджитів. Під час сутичок біля міста Буст був убитий один з братів, Тахір. Добровольці невдовзі стали для уряду такими незручними союзниками, що Ібрагім ібн Хусейн, який правив у Сістані від імені Тахіридів, був змушений поступитись їм місцем і звільнити область. Після цього реальним володарем Сістану став Дірхем, який призначив Якуба намісником у Бусті. Невдовзі Якуб своїми подвигами затьмарив самого предводителя в очах воїнів. Дірхем вирішив підкоритись, поступився Якубу керівництвом і став одним з його підлеглих (861).

### Завоювання

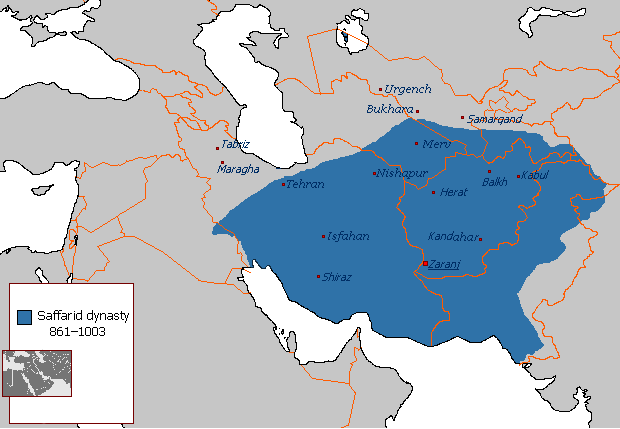
Володіння Саффаридів

Передусім Якуб піклувався про зміцнення своєї влади в Сістані, знищивши місцевого правителя й підкоривши собі хариджитів. Після цього він поширив свою владу на долину Кабула, Сінд і Мекран, а 867 року заволодів Гератом і Бушенгом, батьківщиною Тахіридів, де на той час правив Тахір ібн Хусейн. 869 року Якуб захопив Керман. Халіф Мутазз (866—869) подарував цю область одночасно двом особам, Якубу й Алі ібн Хусейну, правителю Фарсу, щоб спричинити між ними війну й таким чином позбавитись одного з них. Переможцем з тієї боротьби вийшов Якуб, який забрав у свого противника не лише Керман, але й Фарс. 871 року Якуб отримав від халіфа Мутаміда (870—892) намісництво Балх і Тохаристан.
873 року Якуб наважився йти на Мухаммеда ібн Тахіра. Приводом для війни послужило те, що Мухаммед надав притулок одному з ворогів Якуба. Мухаммед був узятий в полон, і 1 серпня 873 року Якуб вступив у Нішапур, столицю Тахіридів.
Відтоді багдадський уряд вже не міг схвалювати дії Якуба. Внаслідок впливу Тахіридів у Багдаді халіф мав узяти бік Мухаммеда. В будинку Тахірида Убейдаллаха ібн Абдаллаха 874 року були зібрані паломники зі східних областей. Їм зачитали грамоту халіфа, спрямовану проти Якуба. Втім загрозливі дії останнього невдовзі змусили уряд піти на поступки. На вимогу Якуба купцям зачитали нову грамоту, відповідно до якої Якуб був призначений намісником Хорасану, Табаристану, Ґорґану, Рея, Фарсу та військовим начальником Багдада. Але й це не могло змусити Якуба відмовитись від походу на Багдад. Поразка Якуба при Дейр ал-Акулі (8 квітня 876 року) врятувала династію Аббасидів, але відновила заворушення в Хорасані. Звільнений військом халіфа Мухаммед ібн Тахір знову був призначений намісником східних областей, але здебільшого перебував у Багдаді. Від його імені діяли в містах Хорасану його брат Хусейн ібн Тахір, який ще 874 року прибув до Мерверруда з допоміжним військом від володаря Хорезму, та деякі інші особи. Якуб помер 9 червня 879 року, лишень встигнувши відновити свою владу в Південній Персії.